# 44è Festival Internacional de Cinema de Canes
El 44è Festival Internacional de Cinema de Canes es va dur a terme del 9 al 20 de maig de 1991. La Palma d'Or fou atorgada a Barton Fink de Joel Coen i Ethan Coen.
El festival va obrir amb Homicide, dirigida per David Mamet i va tancar amb Thelma i Louise, dirigida per Ridley Scott.

## Jurat

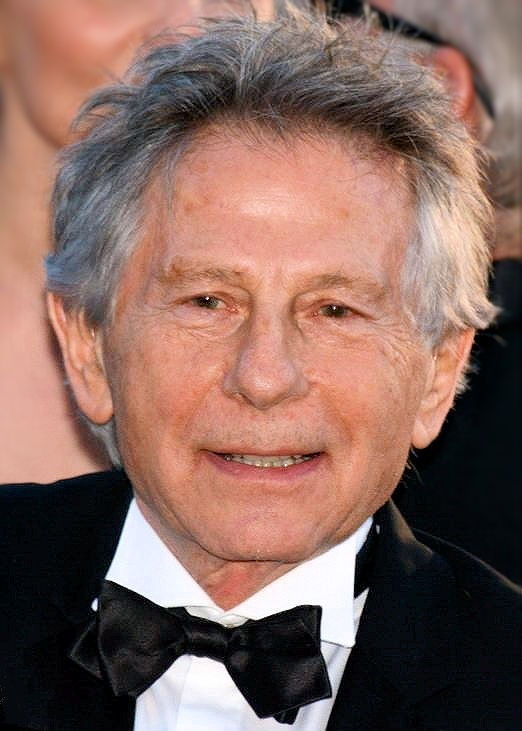
Roman Polanski, president del jurat de la competició principal

### Competició principal
Les següents persones foren nomenades per formar part del jurat de la competició principal en l'edició de 1991:
- Roman Polanski (Polònia) President
- Férid Boughedir (Tunísia)
- Whoopi Goldberg (EUA)
- Margaret Menegoz (França)
- Natalia Negoda (Rússia)
- Alan Parker (GB)
- Jean-Paul Rappeneau (França)
- Hans Dieter Seidel (Alemanya)
- Vittorio Storaro (Itàlia)
- Vangelis (Grècia)

### Càmera d'Or
Les següents persones foren nomenades per formar part del jurat de la Càmera d'Or de 1991:
- Geraldine Chaplin (actriu) (Estats Units) President
- Didier Beaudet (França)
- Eva Sirbu (periodista) (Romania)
- Fernando Lara (cinèfil) (Espanya)
- Gilles Colpart (crític) (França)
- Jan Aghed (periodista) (Suècia)
- Myriam Zemmour (cinèfil) (França)
- Roger Kahane (director) (França)

## Selecció oficial

### En competició – pel·lícules
Les següents pel·lícules competiren per la Palma d'Or:
| Títol original               | Director(s)            | Producció                                       |
| ---------------------------- | ---------------------- | ----------------------------------------------- |
| Tsareubiytsa                 | Karen Shakhnazarov     | Unió Soviètica                                  |
| Anna Karamazoff              | Rustam Khamdamov       | Unió Soviètica                                  |
| Barton Fink                  | Joel Coen i Ethan Coen | Estats Units                                    |
| La Belle Noiseuse            | Jacques Rivette        | França / Suïssa                                 |
| Bix                          | Pupi Avati             | Itàlia                                          |
| Lune froide                  | Patrick Bouchitey      | França                                          |
| La double vie de Véronique   | Krzysztof Kieślowski   | Polònia / França / Noruega                      |
| Europa                       | Lars von Trier         | Dinamarca / França / Alemanya / Suècia / Suïssa |
| La carne                     | Marco Ferreri          | Itàlia                                          |
| Guilty de Suspicion          | Irwin Winkler          | Estats Units / França                           |
| Homicide                     | David Mamet            | Estats Units                                    |
| Jungle Fever                 | Spike Lee              | Estats Units                                    |
| Biān zǒu biān chàng          | Chen Kaige             | R.P. de la Xina                                 |
| Malina                       | Werner Schroeter       | Alemanya / Àustria                              |
| Hors la vie                  | Maroun Bagdadi         | França                                          |
| A Rage in Harlem             | Bill Duke              | Estats Units                                    |
| To meteoro vima tou pelargou | Theodoros Angelopoulos | Grècia                                          |
| Van Gogh                     | Maurice Pialat         | França                                          |
| Il portaborse                | Daniele Luchetti       | Itàlia                                          |

### Un Certain Regard
Les següents pel·lícules foren seleccionades per competir a Un Certain Regard:
- Boyz n the Hood de John Singleton
- Pogrzeb kartofla de Jan Jakub Kolski
- A Captive in the Land de John Berry
- Ishanou d'Aribam Syam Sharma
- Perekhod tovarishcha Chkalova cherez severnyy polyus de Maksim Pezhemsky
- L'entraînement du champion avant la course de Bernard Favre
- Ucieczka z kina 'Wolnosc' de Wojciech Marczewski
- Ta Dona d'Adama Drabo
- Ystävät, toverit de Rauni Mollberg
- Hearts of Darkness: A Filmmaker's Apocalypse de Fax Bahr, George Hickenlooper
- Holidays on the River Yarra de Leo Berkeley
- Dar kouchehay-e eshq de Khosrow Sinai
- Lebewohl, Fremde de Tevfik Başer
- Halálutak és angyalok de Zoltán Kamondi
- Mest de Yermek Xinarbàiev
- Laada de Drissa Toure
- Sango Malo de Bassek Ba Kobhio
- L'île au trésor de Raúl Ruiz
- La mujer del puerto d'Arturo Ripstein
- Yumeji de Seijun Suzuki

### Pel·lícules fora de competició
Les següents pel·lícules foren seleccionades per ser projectades fora de competició:
- Le film du cinéma suisse de Michel Soutter, Jean-François Amiguet
- Jacquot de Nantes d'Agnès Varda
- Life Stinks de Mel Brooks
- Madonna: Truth or Dare (aka. In Bed with Madonna) d'Alek Keshishian
- Prospero's Books de Peter Greenaway
- Hachigatsu no rapusodī d'Akira Kurosawa
- Thelma i Louise de Ridley Scott

### Curtmetratges en competició
Els següents curtmetratges competien per Palma d'Or al millor curtmetratge:
- Broken Skin d'Anna Campion
- Casino de Gil Bauwens
- Les éffaceurs de Gérald Frydman
- Ja walesa de Jacek Skalski
- Mal de blocs de Marc Saint-Pierre, Nathalie Saint-Gelais
- La Noce de Régis Obadia, Joëlle Bouvier
- Nokturno de Nikola Majdak
- Push Comes to Shove de Bill Plympton
- La vie selon Luc de Jean-Paul Civeyrac
- W.A.L. de Robert Turlo
- Z podniesionymi rekami de Mitko Panov

## Seccions paral·leles

### Setmana Internacional dels Crítics
Els següents llargmetratges van ser seleccionats per ser projectats per a la trentena Setmana de la Crítica (30e Semaine de la Critique):
Pel·lícules en competició
- Diaby, Diably de Dorota Kedzierzawska ( Polònia)
- Laafi - Tout va bien de S. Pierre Yameogo ( Burkina Faso)
- Liquid Dreams de Mark S. Manos ( Estats Units)
- Robert’s Movie de Canan Gerede ( Turquia)
- Sam & Me de Deepa Mehta ( Canadà)
- Trumpet Number 7 d'Adrian Velicescu ( Estats Units)
- La Vie des morts d'Arnaud Desplechin ( França)
- Young Soul Rebels d'Isaac Julien ( Regne Unit)

Curtmetratges en competició
- Carne de Gaspar Noé ( França)
- Die mysreriosen lebenslinien de David Rühm ( Àustria)
- Livraison à domicile de Claude Philippot ( França)
- A Nice Arrangement de Gurinder Chadha ( Regne Unit)
- Once Upon a Time de Kristian Petri ( Suècia)
- Petit drame dans la vie d'une femme d'Andrée Pelletier ( Canadà)
- Une Symphonie du havre de Barbara Doran ( Canadà)

### Quinzena dels directors
Les següents pel·lícules foren exhibides en la Quinzena dels directors de 1991 (Quinzaine des Réalizateurs):
- The Adjuster d'Atom Egoyan
- Annabelle partagée de Francesca Comencini
- The Cabinet of Dr. Ramirez de Peter Sellars
- Chichkhan de Fadhel Jaïbi, M. Ben Mahmoud
- Danzón de Maria Novaro
- O Drapetis de Lefteris Xanthopoulos
- És mégis... de Zsolt Kezdi-Kovacs
- Une histoire inventée d'André Forcier
- The Indian Runner de Sean Penn
- Lost In Siberia de Alexandre Mitta
- Ovo Malo Duse d'Ademir Kenovic
- Paris Trout de Stephen Gyllenhaal
- Proof de Jocelyn Moorhouse
- Rebro Adama de Viatcheslav Krichtofovitch
- Riff-Raff de Ken Loach
- Toto le héros de Jaco Van Dormael
- Caldo soffocante de Giovanna Gagliardo

Curtmetratges
- Le Caire de Youssef Chahine

## Premis

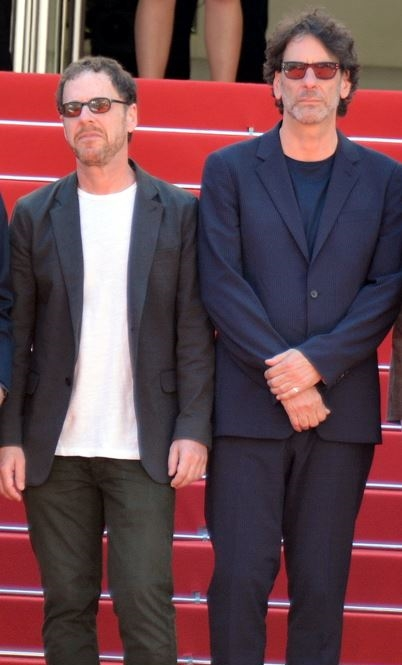
Joel i Ethan Coen, guanyadors de la Palma d'Or

### Premis oficials
Els guardonats en les seccions oficials de 1991 foren:
- Palma d'Or: Barton Fink de Joel Coen i Ethan Coen
- Grand Prix: La Belle Noiseuse de Jacques Rivette
- Millor director: Joel Coen per Barton Fink
- Millor actriu: Irène Jacob per La double vie de Véronique
- Millor actor: John Turturro per Barton Fink
- Millor actor secundari: Samuel L. Jackson per Jungle Fever
- Premi del Jurat:
  - Europa de Lars von Trier
  - Hors la vie de Maroun Bagdadi

Càmera d'Or
- Caméra d'Or: Toto le Héros de Jaco Van Dormael
- Caméra d'Or - Menció especial: Proof de Jocelyn Moorhouse i Sam & Me de Deepa Mehta[14]

Curtmetratges
- Palma d'Or al millor curtmetratge: Z podniesionymi rekami de Mitko Panov
- Premi especial del jurat: Push Comes to Shove de Bill Plympton

### Premis independents
Premis FIPRESCI
- La double vie de Véronique de Krzysztof Kieślowski (En competició)
- Riff-Raff de Ken Loach (Quinzena dels directors)

Commission Supérieure Technique
- Gran Premi Tècnic: Lars von Trier per Europa

Jurat Ecumènic
- Premi del Jurat Ecumènic: La double vie de Véronique de Krzysztof Kieślowski
- Jurat Ecumènic - Menció especial: Jungle Fever de Spike Lee i La Belle Noiseuse de Jacques Rivette[14]

Premi de la Joventut
- - Pel·lícula estrangera: Toto le Héros de Jaco Van Dormael
  - Pel·lícula francesa: Cheb de Rachid Bouchareb

Premis en el marc de la Setmana Internacional de la Crítica
- Premi SACD:
  - Millor curt: Carne de Gaspar Noé
  - Millor pel·lícula: Young Soul Rebels d'Isaac Julien

## Mèdia
- INA: Robert Mitchum obre el Festival de 1991 ((francès))
- INA: Llista de guanyadors del festival de 1991 ((francès))